# قاطع خارجي
إن دالتي القاطع الخارجي (exsec أو exs) وقاطع التمام الخارجي (excosec أو excsc أو exc) هي دالتان مثلثيتان معرفتان بدلالة دالتي القاطع وقاطع التمام . استعملت لتكون مهمة في مجالات مثل مسح الأراضي وهندسة السكك الحديدية والهندسة المدنية وعلم الفلك وحساب المثلثات الكروية ويمكن أن تساعد في تحسين الدقة، ولكن نادرًا ما تستخدم اليوم باستثناء تبسيط بعض الحسابات.

دائرة الوحدة بدوال مثلثية.

## القاطع الخارجي

يمكن إنشاء الدوال المثلثية، بما في ذلك دالة القاطع الخارجي هندسيًا بدائرة وحدة متمركزة في O. القاطع الخارجي هو القطعة المستقيمة DE من القاطع الخارجة عن الدائرة.

القاطع الخارجي: دالة مثلثية تعرف بدلالة دالة القاطع: {\displaystyle \operatorname {exsec} (\theta )=\sec(\theta )-1={\frac {1}{\cos(\theta )}}-1.}يمكن فهم الاسم القاطع الخارجي من خلال الإنشاء البياني للدوال المثلثية المختلفة من دائرة الوحدة، مثل التي تم استخدامها تاريخيًا. sec ( θ ) هو المستقيم القاطع OE، والقاطع الخارجي هو القطعة المستقيمة DE من هذا القاطع الذي يقع خارج الدائرة (بادئة ex ذات أصل لاتيني وتعني "خارج").

## قاطع التمام الخارجي

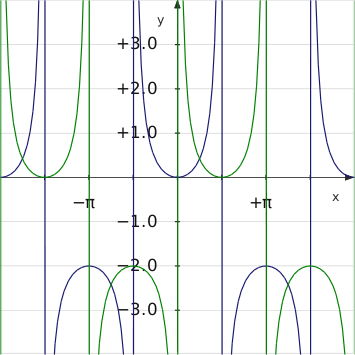
القاطع الخارجي (بالأزرق) وقاطع التمام الخارجي (بالأخضر)

قاطع التمام الخارجي هي قاطع الزاوية المتممة: {\displaystyle \operatorname {excsc} (\theta )=\operatorname {exsec} \left({\frac {\pi }{2}}-\theta \right)=\csc(\theta )-1={\frac {1}{\sin(\theta )}}-1.}

## استعمال
مهمة في مجالات مثل مسح الأراضي، هندسة السكك الحديدية (على سبيل المثال لرسم منحنيات سكك الحديد والمميل)، والهندسة المدنية، وعلم الفلك، وحساب المثلثات الكروية حتى الثمانينيات، أصبحت دالة القاطع الخارجي الآن قليلة الاستخدام. ويرجع ذلك أساسًا إلى أن التوافر الواسع للآلات الحاسبة والحواسيب قد أزال الحاجة إلى الجداول المثلثية للدوال المتخصصة مثل هذه الدالة.

## المتطابقات الرياضية

### المشتقات
{\displaystyle {\frac {\mathrm {d} }{\mathrm {d} \theta }}\operatorname {exsec} (\theta )=\tan(\theta )\sec(\theta )={\frac {\sin(\theta )}{(\cos(\theta ))^{2}}}}
{\displaystyle {\frac {\mathrm {d} }{\mathrm {d} \theta }}\operatorname {excsc} (\theta )=-\cot(\theta )\csc(\theta )={\frac {-\cos(\theta )}{(\sin(\theta ))^{2}}}}

### التكاملات
{\displaystyle \int \operatorname {exsec} (\theta )\,\mathrm {d} \theta =\ln \left[\cos \left({\frac {\theta }{2}}\right)+\sin \left({\frac {\theta }{2}}\right)\right]-\ln \left[\cos \left({\frac {\theta }{2}}\right)-\sin \left({\frac {\theta }{2}}\right)\right]-\theta +C}
{\displaystyle \int \operatorname {excsc} (\theta )\,\mathrm {d} \theta =\ln \left[\tan \left({\frac {\theta }{2}}\right)\right]-\theta +C}

### الدوال العكسية
الدالتان العكسيتان قوس القاطع الخارجي و قوس قاطع التمام الخارجي موجودة أيضًا:
{\displaystyle \operatorname {arcexsec} (y)=\operatorname {arcsec}(y+1)=\arccos \left({\frac {1}{y+1}}\right)=\arctan({\sqrt {y^{2}+2y}})} (من أجل y ≤ −2 أو y ≥ 0)
{\displaystyle \operatorname {arcexcsc} (y)=\operatorname {arccsc}(y+1)=\arcsin \left({\frac {1}{y+1}}\right)}

### خصائص أخرى
مشتقة من دائرة الوحدة:{\displaystyle \operatorname {exsec} (\theta )=\sec(\theta )-\cos(\theta )-\operatorname {versin} (\theta ).}{\displaystyle \operatorname {excsc} (\theta )=\operatorname {csc} (\theta )-\sin(\theta )-\operatorname {coversin} (\theta ).}ترتبط دالة القاطع الخارجي بدالة الظل بـ:{\displaystyle \operatorname {exsec} (\theta )=\tan(\theta )\tan \left({\frac {\theta }{2}}\right).}بالمماثلة، ترتبط دالة قاطع التمام الخارجي بدالة ظل التمام بـ:{\displaystyle \operatorname {excsc} (\theta )=\cot(\theta )\cot \left({\frac {\theta }{2}}\right).}ترتبط دالة القاطع الخارجي بدالة الجيب بـ:{\displaystyle \operatorname {exsec} (\theta )={\frac {1}{\sqrt {1-(\sin(\theta ))^{2}}}}-1.}بالمماثلة، ترتبط دالة قاطع التمام الخارجي بدالة جيب التمام بـ:{\displaystyle \operatorname {excsc} (\theta )={\frac {1}{\sqrt {1-(\cos(\theta ))^{2}}}}-1.}يمكن تمديد دالتي القاطع الخارجي وقاطع التمام الخارجي إلى المستوى العقدي.
{\displaystyle \lim _{\theta \to 0}{\frac {\operatorname {exsec} (\theta )}{\theta }}=0}
{\displaystyle {\frac {\operatorname {versin} (\theta )+\operatorname {coversin} (\theta )}{\operatorname {versin} (\theta )-\operatorname {coversin} (\theta )}}-{\frac {\operatorname {exsec} (\theta )+\operatorname {excsc} (\theta )}{\operatorname {exsec} (\theta )-\operatorname {excsc} (\theta )}}={\frac {2\operatorname {versin} (\theta )\operatorname {coversin} (\theta )}{\operatorname {versin} (\theta )-\operatorname {coversin} (\theta )}}}
{\displaystyle (\operatorname {exsec} (\theta )+\operatorname {versin} (\theta ))\,(\operatorname {excsc} (\theta )+\operatorname {coversin} (\theta ))=\sin(\theta )\cos(\theta )}
{\displaystyle \operatorname {exsec} (2\theta )={\frac {2\sin ^{2}(\theta )}{1-2\sin ^{2}(\theta )}}}
{\displaystyle \operatorname {exsec} (2\theta )\,\cos(2\theta )=\tan(\theta )}
{\displaystyle \operatorname {exsec} ^{2}(\theta )+2\operatorname {exsec} (\theta )=\tan ^{2}(\theta )}